# Achtyrskij
Achtyrskij è una cittadina della Russia europea meridionale, situata nel Territorio di Krasnodar; appartiene amministrativamente al rajon Abinskij.